# Hudson (New York)
Hudson è una città statunitense dello stato di New York, appartenente alla contea di Columbia, della quale è la capitale. Si trova sulla riva dell'omonimo fiume, di fronte alla città di Athens ed alla contea di Greene. Definita la "Brooklyn dell'Upstate New York", Hudson è una destinazione turistica nota per i suoi negozi di antiquariato e le sue boutique.